# Müjdat Yalman
Müjdat Yalman (* 14. August 1949 in Ankara; † 23. März 2021) war ein türkischer Fußballspieler und Trainer. Wegen seiner langjährigen Tätigkeit und der errungenen Erfolge für MKE Ankaragücü wird er sehr stark mit diesem Verein assoziiert und auf Fan- und Vereinsseiten als einer der bedeutendsten Spieler der Klubgeschichte aufgefasst. Er spielte seine gesamte Spielerkarriere für Ankaragücü und übernahm auch einmal den Posten des Cheftrainers.

## Spielerkarriere

### Verein
Yalman begann seine Profikarriere mit der Saison 1969/70 bei dem Erstligavertreter seiner Heimatstadt Ankara, bei MKE Ankaragücü. Hier stieg er erst zum Stammspieler und anschließend zu den Leistungsträgern auf, indem er zum Beispiel für eine Zeit lang zum Mannschaftskapitän aufstieg. In der Saison 1971/72 beendete er mit seiner Mannschaft die Liga auf dem 5. Tabellenplatz und erzielte mit ihr damit die beste Erstligaplatzierung seit acht Jahren. Zudem erreichte seine Mannschaft zum ersten Mal in der Vereinsgeschichte das Finale des Türkischen Pokal. Im Finale setzte man sich mit insgesamt 3:0 Toren nach zwei Spielen gegenüber Altay Izmir durch und errang auch den ersten Titelgewinn in diesem Wettbewerb. Yalman zählte in dieser Saison zu den Leistungsträgern seiner Mannschaft hinter Coşkun Süer, indem Yalman zum Beispiel in den Pokalfinalspielen einen Strafstoß verwandelte und später mit einer Roten Karte die Mannschaft mit zehn Mann übrig ließ. Darüber hinaus schaffte er in dieser Saison auch zum türkischen Jugend-Nationalspieler aufzusteigen.
In der nächsten Saison, der Saison 1972/73, überbot Yalmans Team die Vorjahresleistung, erreichte den 4. Tabellenplatz und wiederholte damit die beste Erstligaplatzierung der Vereinsgeschichte. Im Türkischen Pokal wurde erneut das Finale erreicht, in diesem aber die Titelverteidigung gegen den Finalgegner Galatasaray Istanbul verfehlt wurde. Die Saison 1975/76 beendete er mit seinem Verein als Tabellenvorletzter und stieg in die 2. Lig ab. Yalman hielt nach diesem Abstieg seinem Verein die Treue und schafft mit diesem mit der Staffelmeisterschaft der Zweitligasaison 1976/77 den direkten Wiederaufstieg. Nach dem Wiederaufstieg verfehlte Yalman mit seinem Verein erneut den Klassenerhalt. Er spielte daraufhin noch eine Zweitligasaison bei den Hauptstädtern und beendete 1979 seine aktive Laufbahn.

### Nationalmannschaft
Yalmans Länderspielkarriere begann im Herbst 1971 mit zwei Einsätzen und mit zwei 0:0-Remis für die türkische Jugend-Nationalmannschaft, Türkei U23, gegen die (U23-)Jugendauswahlen der Polen und später der Albaner in der Qualifikation zur U23-Europameisterschaft 1972. Mit dieser Mannschaft wurde er Gruppenletzter und verpasste damit die Qualifikation zum U23-Endturnier. Später 1973 verpasste Yalman erneut mit der Mannschaft die Qualifikation zum U23-Endturnier (1974), indem man im Winter 1972/73 gegen Italien in den Qualifikationsspielen ausschied. Seine letzten Jugend-Länderspiele für die türkische U23-Jugendauswahl bestritt er im Juni 1973 vor seinem 24. Geburtstag. Im Winter 1973/74 wurde er vom türkischen Nationaltrainer Coşkun Özarı in das Turnieraufgebot der türkischen Nationalmannschaft für das RCD-Turnier 1974 nominiert. Yalman absolvierte während dieses Turniers alle Partien und wurde mit seinem Team Turniersieger.

## Trainerkarriere
Yalman begann seine Trainerkarriere Anfang der 1980er Jahre bei MKE Ankaragücü und arbeitete hier bis zum Sommer 1986 als Co-Trainer. In der Saison 1984/85 übernahm er dabei für vier Ligaspiele interimsweise den Cheftrainerposten.
Anschließend trainierte er bis zu seinem Tod zahlreiche Mannschaften der unteren türkischen Profiligen, vorwiegend der TFF 3. Lig und der TFF 2. Lig.
In den Jahren 1991 bis 1993 war der Co-Trainer der türkische U-18-Nationalmannschaft und wurde mit ihr 1992 Europameister.
Von 2001 bis 2006 betreute er die türkische U-19-Nationalmannschaft als Co-Trainer.

## Erfolge als Spieler
- Mit MKE Ankaragücü
  - Aufstieg in die höchste Spielklasse der Türkei als Staffelmeister der Türkiye 2. Futbol Ligi: 1976/77
  - Türkischer Pokalsieger: 1971/72[6]
  - Türkischer Pokalfinalist: 1972/73[8]
  - Pokalsieger des türkischen Jugend- und Sportministeriums: 1977[6]

- Mit der Türkischen Nationalmannschaft
  - RCD-Turniersieger: 1974[6][7]